# アルブエラの戦い
座標: 北緯38度43分 西経6度49分 / 北緯38.717度 西経6.817度
アルブエラの戦い（アルブエラのたたかい、英: Battle of Albuera）は、1811年5月16日に行われた半島戦争における会戦である。イギリス、スペイン、ポルトガルの連合軍とフランス南方軍が、スペインの城塞都市・バダホスの南約20kmにあるアルブエラという小さな村で戦った。
1810年10月から、マッセナ元帥率いるポルトガル方面軍は、塹壕とトレス・ベドラス線の後方に籠るウェリントン率いる連合軍と、ますます希望が無くなりつつある対峙を続けていた。ナポレオンの命令に従い、1811年初め、スールト元帥は、連合軍を要塞線から引き離しマッセナの苦境を助けるため、アンダルシアからエストレマドゥーラへ遠征を行った。ナポレオンの情報は古いものでスールトの介入は手遅れであり、すでにマッセナは、飢えと戦力低下のためスペインへ撤退中であった。スールトはスペイン・ポルトガル国境にある戦略上重要なバダホスの要塞をスペインから奪取できた が、3月にヴィクトル元帥がバロッサの戦いで敗北した後、アンダルシアへ戻ることを余儀なくされた。しかしスールトはバダホスに強力な守備隊を残していった。4月、マッセナがポルトガルから完全撤退した情報が入ると、ウェリントンはバダホス奪回のため、ウィリアム・ベレスフォードを指揮官に、強力なイギリス・ポルトガル軍団を送った。連合軍は周辺地域からフランス軍の大半を追い払い、バダホスの包囲を開始した。
スールトは速やかにアンダルシアのフランス軍部隊から新たな軍を編成し、ベレスフォード軍から逃げてきた部隊と合流して、包囲を解きに向かった。スールトは、他に近づいてくる軍（ホアキン・ブラケ将軍指揮下のスペイン軍）の情報を得ると、ベレスフォード軍の側面に回り、2つの敵軍の間を突く作戦を立てた。しかしスールトは今回も古い情報を基に行動していた。彼が気づかない間にスペイン軍はイギリス・ポルトガル軍と合流しており、フランス軍24,000は連合軍35,000と対峙することとなった。
両軍はアルブエラ村で会敵した。双方とも戦闘で甚大な損害を負い、最終的にフランス軍は5月18日に退却した。ベレスフォード軍もひどく損耗し追撃することができなかったが、バダホス包囲の再開は果たした。スールトはバダホス救援に失敗したが、戦争全体への影響はさほどなかった。1か月後の1811年6月、再建されたポルトガルとアンダルシアのフランス軍が接近したことで、連合軍は包囲の断念を余儀なくされた。

## 背景
1810年9月のブサコの戦いでアンドレ・マッセナ元帥率いるポルトガル方面軍に勝利したにもかかわらず、ウェリントンはその後のマッセナの行動を受け、戦力で劣る自軍を、リスボンへの道を守るためにトレス・ベドラス周辺に築いていた長大な要塞線後方へ撤退させることを余儀なくされた。1810年10月10日には、要塞線の外側に留まっていたのはイギリス軍軽歩兵師団と騎兵の警備隊だけとなっていた。ウェリントンは、「二線級部隊」－ポルトガル民兵25,000、スペイン兵8,000、イギリス軍海兵隊と砲兵を合わせ2,500－を要塞線の守備に回し、イギリス・ポルトガル正規兵の主力はフランス軍が要塞線のどこに攻撃をかけても対応できるよう分散配置した。
マッセナ率いるポルトガル方面軍は、攻撃準備のため、ソブラル付近に集結した。しかし10月14日の激しい小競り合いの後、要塞線の戦力が明らかになると、フランス軍は損害が出る総攻撃を行うのではなく塹壕を掘ることとした。フランス軍は1か月塹壕に留まった後、サンタレンとリオ・マイオルの間へ後退した。マッセナの退却後、ウェリントンは、ヒル中将の下、第2師団にポルトガル軍2個旅団と竜騎兵を付けて、マッセナおよび、フランス南方軍がアンダルシアから行うかもしれない攻撃からアレンテージョの平原を守るためタホ川を越えさせた
。

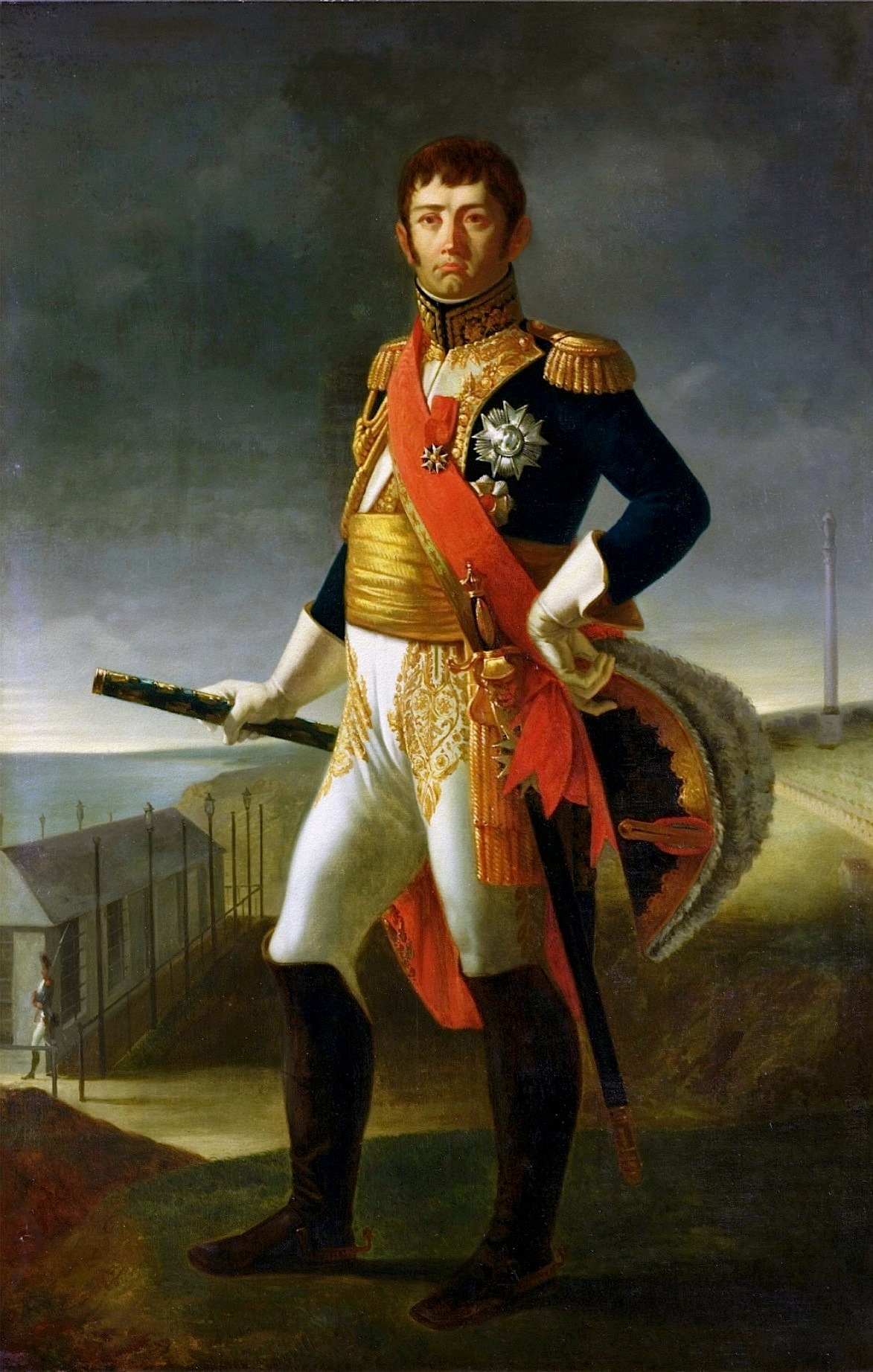
スールト元帥

先にナポレオンは、南方軍司令官のスールト元帥にマッセナへ援軍を送るよう急報を送っていた。皇帝の命令は古い情報に基いており、小部隊のみを求めるものであった。そしてスールトが命令を受け取った時までに事態は大きく変化していた。スールトは、今やリスボンへの攻撃を成功させることは命令された部隊では不可能であることが判っていた－スールト軍とリスボンの間には連合軍30,000と6つの大きな要塞があった－それでもなお命令に従い、何か行動を起こさなければならないと感じていた。そこでスールトは、主に第5軍団から20,000の兵を集め、バダホスの要塞を占領し、できればいくらかでも連合軍を要塞線の堅固な守りから引き離すという限定的な狙いを持った、エストレマドゥーラへの遠征を開始した。この作戦では第5軍団のほか、カディスを包囲中であったヴィクトル元帥率いる第1軍団から歩兵と騎兵を引き抜いた。スールトは第5軍団が抜けた穴を埋めるためヴィクトルに兵隊をもっと求めたが、約26,000の連合軍が守る街を15,000だけで攻めることになり、ヴィクトル自身の部隊がひどく弱体化するため激しく反対された。
エストレマドゥーラにおける戦役の成功に続いて、1811年1月27日、スールトはバダホスの包囲を開始した。間もなく、メンディサバル将軍が率いるエストレマドゥーラのスペイン軍15,000が付近に到着した。スールト軍はバダホス包囲には兵力が少なすぎ、メンディサバルが兵3,000を要塞の増援に送り、残りがサン・クリストバルの丘に布陣するのを防ぐことができなかった。この状況はフランス軍にとって大きな脅威であり、スールトはすぐに移動し攻撃した。ゲボラの戦いの結果、フランス軍は400の損害のみで、スペイン軍に1,000の損害を与え4,000を捕虜とした。メンディサバルの残兵はバダホスやポルトガルへ敗走した。
ラファエル・メナチョ将軍が巧みに指揮していたバダホスの守備隊は、初めのうちは激しい抵抗をみせ、3月3日になってもフランス軍は堅固な要塞に対しわずかしか前進することができなかった。しかし、その日、メナチョは城壁の上で流れ弾に当たり戦死した。守備隊はホセ・イマス准将が執ることになったが、スペイン軍の防御は弱まり始めた。3月10日に、ようやく城壁が破られた。スールトは、病気、飢餓、そして尋常ではない冬に悩まされ崩壊した軍隊を率いていたマッセナがポルトガルから退却したことを学習しており、包囲の強行を不安視していた。イギリス軍が自由になりバダホス解放のため分遣隊を送ることを懸念して、スールトは軍使を送り、守備隊の降伏を求めた。3月11日、イマスは正式に降伏し、フランス軍は要塞を占領した。
3月12日、ヴィクトルがバロッサの戦いで敗北した報告が届くと、スールトはカディスの包囲が解けたかどうか心配になり、バダホスを出発しアンダルシアへ戻った。3月20日にセビリアに到着すると、ヴィクトルの包囲陣は維持されており、アンダルシアがいまだフランス軍支配下にあることを知って安堵した。スールトは出発前にエドゥアール・モルティエ元帥指揮下のフランス軍11,000でバダホスを守備することで、エストレマドゥーラでの戦果を強固なものにしていた。

## 前哨戦

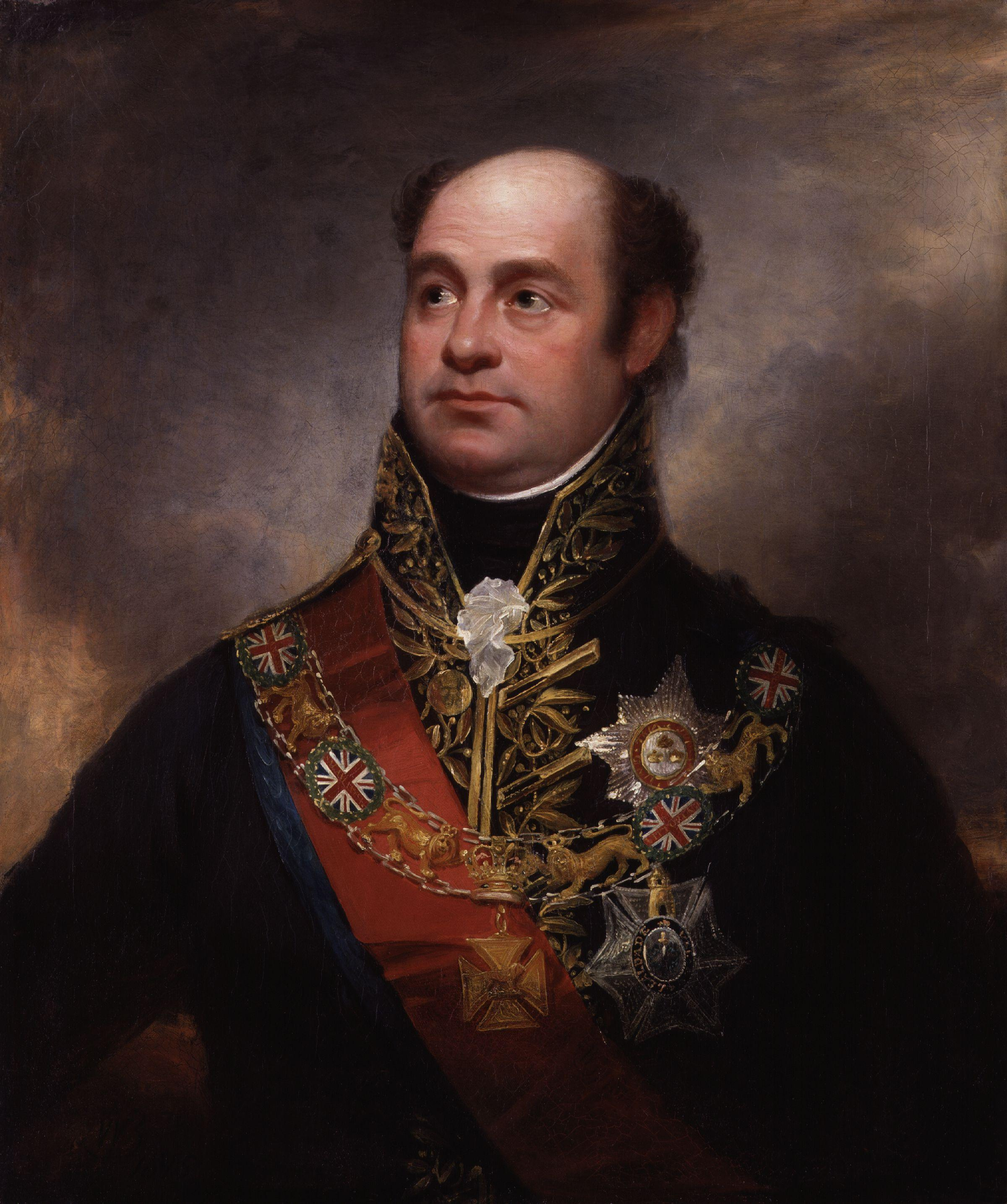
ウィリアム・べレスフォード

障害となるような政治的問題もなく、連合軍はすぐにスールトのバダホス包囲を知り、かつマッセナの脅威が彼のスペインへの撤退により低下したことから、ウェリントンは攻囲を解くために（ウィリアム・ベレスフォード将軍指揮下となった）第2および第4師団を送る準備をした。命令は最初3月8日に出されたが、翌日、マッセナがトマールで戦いに挑んだという誤った報告を受けて撤回された。ベレスフォードの2個師団の再編成によりさらに遅れが生じた後、3月15日、救援部隊がバダホスへ急行するよう命令された。しかしこの頃、ウェリントンはバダホスが降伏した報告を受けた。これにより緊急度は低下し、ベレスフォードの遠征隊はより適度な速度で進軍することができた。

### モルティエの攻撃
バダホスの守備隊を指揮していたモルティエ元帥は連合軍の遅れを利用した。要塞の守備に6個大隊を残し、3月初めに兵約7,000と、バダホスに駐留していた攻囲部隊から借りた3個砲兵隊を率いて、近くにあるポルトガルの町カンポ・マイオルへ進軍した。フランス軍は3月14日（到着当日の夜）にサン・ジョアン要塞（Fort São João）を占領したが、カンポ・マイオルの要塞の攻略はより困難であった。ホセ・タラージャ（José Talaya）少佐が指揮する民兵800と「オルデナンサス（Ordenanças）」しかいなかったにもかかわらず、町は7日間持ちこたえ、モルティエの砲撃により堡塁の全ての面が崩されるまで降伏しなかった。また、モルティエはアルブルケルケを攻囲するため、マリー・ヴィクトル・ ラトゥール＝モブール将軍と2個騎兵連隊を送った。そしてアルケブルケの守備隊6,000はフランス軍に増援が必要になる前に降伏した。
カンポ・マイオルにおけるタラージャ少佐の粘り強い守りは、占領された要塞が無力化される前にベレスフォードの師団が到着する時間を与えた。モルティエは、成功したポルトガルへの襲撃からバダホスへ戻る途中、カンポ・マイオルの要塞を壊すため、ラトゥール＝モブールを指揮官として1個歩兵連隊と3個騎兵連隊を残した。3月25日のベレスフォードの出現はフランス軍を驚かせた。しかし出発時に18,000の兵がいた連合軍に対し、ラトゥール＝モブールは落ち着いて指揮を執り、バダホスへ退却した。ベレスフォードはロバート・ロング准将と1,500騎の騎兵にフランス軍を追わせた。フランス軍騎兵の大半が第13軽竜騎兵連隊の突撃により撃退されたが、ラトゥール＝モブールへの追撃は躓いた。追撃は連携を欠いたもので、フランス軍の大部分がバダホスの要塞になんとかたどり着いた。この失敗の原因に関しては、その後、ロング准将の支持者とベレスフォード将軍との間で論争となった。

### 連合軍のバダホス攻囲
ベレスフォードはバダホスの包囲に向けた部隊編成に取り掛かったが、度重なるトラブルによりスペインへの進軍は遅れた。スペイン・ポルトガル国境にある大河、グアディアナ川がベレスフォードの進路を遮っていた。ウェリントンはベレスフォードに、架橋のためにスペイン軍のポンツーンを提供することを約束していたが、用意されていなかった。代わりに、完成に4月3日までかかるであろう橋を「元の場所に（in situ）」架けなければならなかった。さらにベレスフォードに約束していたエストレモスから運ばれてくる兵糧は、年初にスールトに敗北した後、そこに留まっていたエストレマドゥーラのメンディサバル軍の兵に消費されていた。このためベレスフォードの部隊は要塞都市エルヴァスからの兵糧に頼らざるを得なかった。しまいには、第4師団の兵の靴は2週間続いた行軍で完全にすり減っており、リスボンからの替えが到着まで1週間かかる状況だった。これらの遅れはバダホスの守備兵に要塞を強化する時間を与え、3月25日時点では酷く損傷していたものが4月3日には堅固になっていた。ベレスフォードは4月4日に部隊を前進させ始めたが、突然の洪水がグアディアナ川の仮設橋を流してしまい、前衛部隊が東岸に取り残された。これはベレスフォードにとり破滅的に思われたが、モルティエがパリに召喚され、代わってバダホスの指揮を執ったラトゥール＝モブールは連合軍と対峙するより要塞の修繕に注力していた。第13軽竜騎兵大隊を丸ごと捕虜としたことを伴う小成功の後、兵力で優るベレスフォードの軍を前にして、ラトゥール＝モブールはバダホスに3,000、オリベンザに400の守備隊を残して後退した。
4月8日までに新しい橋がグアディアナ川に架けられ、翌日、ベレスフォード軍はオリベンサへ移動した。そして国境を越え、バダホスの南24キロメートル（15マイル）に達した。イギリス第4師団がそこにいたフランス軍の小守備隊を攻撃する一方で、軍主力はラトゥール＝モブールを南に追い、バルベルデとアルブエラからバダホスの守備隊を監視するため擁護部隊を送った。ベレスフォードはエストレマドゥーラのスペイン軍の残兵（カスターニョス将軍指揮下に入っていた)に行軍を合わせ、歩兵3,000と騎兵1,000を戦力に加えた。4月15日、第4師団がオリベンザを占領し、ベレスフォードは、形の上では、バダホス包囲というより重要な任務に取り掛かる態勢となった。しかしベレスフォードもウェリントンも遠征に攻城部隊を伴っておらず、間に合わせで対応しなければならなかった。バダホスの要塞から様々な性能、年代の大砲を持ってくることで解決することにしたが、これにより連合軍の作戦はさらに遅れることとなった。ベレスフォードは、この遅れにより生じた機会を利用してフランス軍をエストレマドゥーラ南部から掃討し、ラトゥール＝モブールはグアダルカナルへ押し戻された。ベレスフォードは、ラトゥール＝モブールの行動を監視するとともに、エストレマドゥーラへ戻る気にさせないよう、イギリス軍騎兵とジョン・コルボーン中佐率いる1個旅団、スペイン軍騎兵の分遣隊を残した。ウェリントンは作戦進捗の遅れを懸念してとんぼ返りで訪問することにした。ウェリントンとベレスフォードは4月22日にバダホスの偵察を行い、そしてウェリントンは北へ行く前に、ベレスフォードに差し迫った包囲と今後の戦役でどう行動すべきか詳細な指示を準備した。ベレスフォードは、ゆっくりとしかし着実に指示に従い、最終的に5月4日、バダホスの包囲を開始した。
この間の連合軍にとっての明るい展開は、新たなスペイン軍の登場であった。カディスの摂政会議は、ホアキン・ブラケ将軍をサヤスとラルディサバルの師団とともに、海路、グアディアナ川河口のアヤモンテへ送った。ブラケは4月18日に上陸後、スペイン領内のセレスに向かい、フランシスコ・バレステロス将軍と合流した。
ブラケは摂政会議の一員であったが、軍隊内の階級はカスターニョスより下であった（但しバレステロスよりは上）。それゆえカスターニョスが、同様に階級が下のベレスフォードが、イギリス・ポルトガル軍のほうが兵が多いことを理由に全ての戦闘で全軍を指揮することに同意したとき、ブラケは反対しなかった。

### 両軍の集結
フランス軍がベレスフォードの前に退却を余儀なくされたときから、スールトはバダホスの危機を認識し、冬季戦役における目に見える成果の一つを失わないよう決断した。5月9日までに、スールトは時間が無くなりつつあると感じ、カディスの包囲と他のアンダルシア地方の支配を捨てて、南方軍所属の第1軍団と第4軍団の全兵力でバダホスへ出発した。アンダルシアとの境でラトゥール＝モブール率いる第5軍団と合流し、兵約23,000とカノン砲35門の軍勢でバダホスへ向かった。スールトは連合軍に比べ戦力が劣っていたが、兵士の質で補えるものと期待していた。
ベレスフォードは、5月12日にセビリアのスペイン人愛国者から受け取ったスールトの出発を伝える報告で、フランス軍の前進に警戒態勢についた。ベレスフォードは同日昼にフランス軍指揮官への降伏勧告を送り拒絶されるといった、バダホス包囲のふりを続けていたが、もはや攻略する時間はないと認め、攻城砲や物資の退却を命じた。5月13日、コルボーンの旅団に配属されていたスペイン軍騎兵がフランス軍と遭遇し、4月にウェリントンから受けた命令に従い、ベレスフォードへスールトの現在位置を知らせる一方で後退した。同日後刻、ロングのイギリス軍騎兵も進軍中のフランス軍と遭遇したが、ロングもまた、交戦するなというウェリントンの命令に従い、急いで後退した。ベレスフォードはロングの後退は多少時期尚早であり、フランス軍に部隊展開させることで進軍を遅らせることができたかもしれないと考えた。

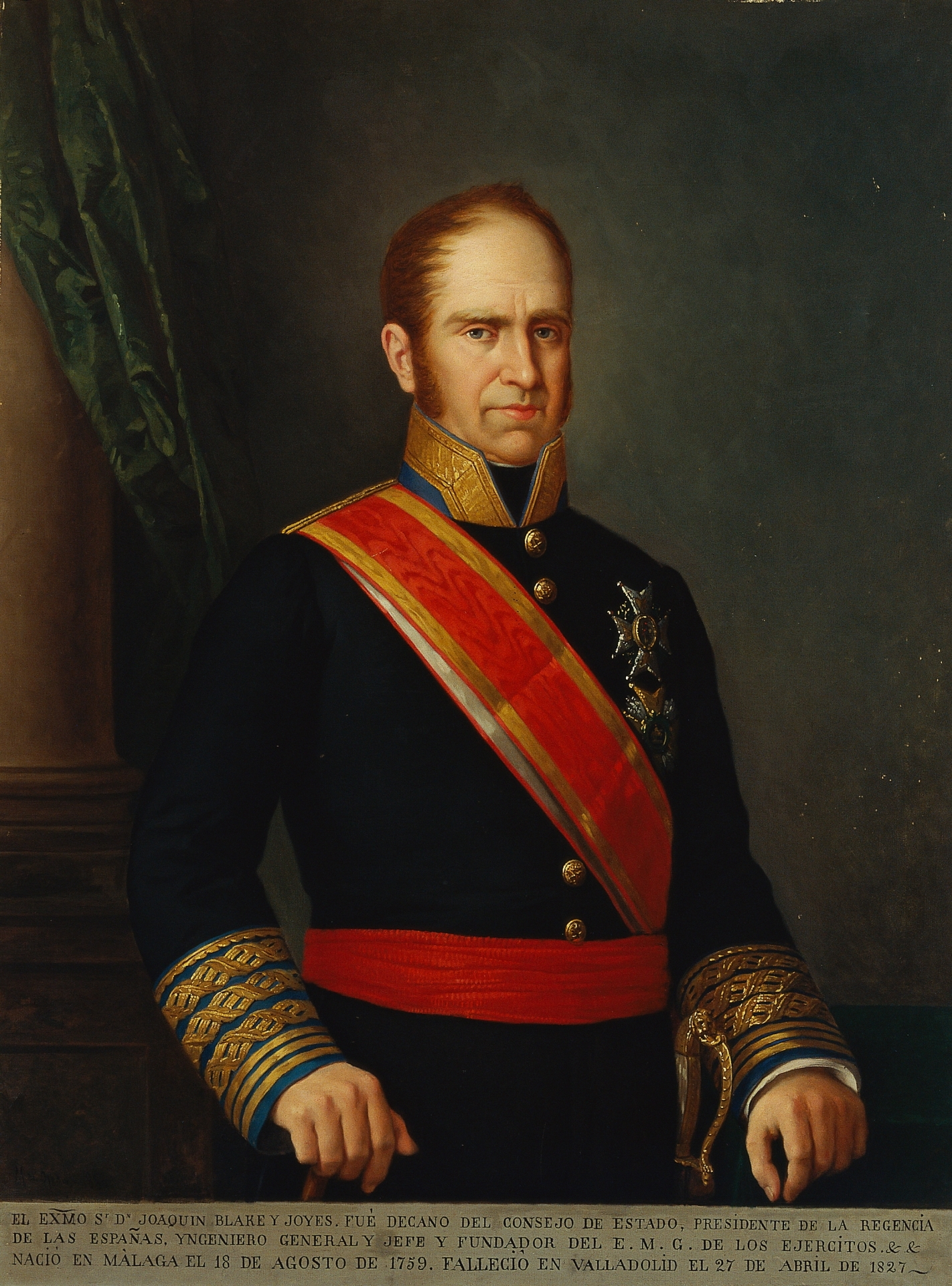
スペイン軍の指揮官ホアキン・ブラケ・イ・ホイエス

同じく13日にベレスフォードは、イギリス第2師団と、ジョン・ハミルトン少将配下のポルトガル師団と3個砲兵中隊をバダホスから、スールトの3つの進路を監視するのに理想的な地点であるバルベルデへ移動させた。ウェリントンの命令はベレスフォードにスールトと戦うか退却するか選択を完全に委ねるもので、ベレスフォード自身は退却を選ぶつもりであった。しかし5月14日にバルベルデでスペイン軍の最上位の2人の将軍、ブラケとカスターニョスに会うと、連合軍はスールト軍を兵力で上回っており戦いを挑むのが正しいと説得されるがままになった。それを受けて、連合軍の指揮官たちは、バダホス救援に向かうフランス軍に対峙するのに適するとしてウェリントンが選んだ地点、アルブエラに集結することに合意した。
5月15日までには、スールトが、サンタ・マルタとアルブエラを通過する、バダホスへの中央の道を通ることがベレスフォードに明らかになった。ベレスフォードはさらに部隊配置を変え、第2師団とハミルトンのポルトガル兵をアルブエラの守備に向かわせ、そこでアルテンのKGL大隊および、戦役のため臨時編成された守備隊と軽装部隊からなる別のポルトガル大隊と合流した。スールトの行動は、フランス軍の猟騎兵とユサールがロングの騎兵とサンタ・マルタで交戦したことでより明らかになった。そして、ロングは再度、ベレスフォードが理解不能と考えた早急さで退却した。ウィリアム・ラムレイ少将がロングと交代し、連合軍騎兵部隊の指揮官に就いた。この理由は記録によって様々であり、ロングの無能力を理由としたものや、単にラムレイの指揮順位が上であることを理由としたものがあった。ベレスフォードが決断した直接の理由は、ロング自身が、ラムレイの任命により、ロングとスペイン軍の騎兵指揮官との間で起こった指揮順位の問題が解決されると示唆していたことであるとみられる。ラムレイは16日朝まで戦場に到着せず、それまで実際には指揮変更は行われなかった。
その日はもう戦闘がなく、ベレスフォードは部隊配置を完了させた。連合軍の前面には南から北へ流れる複数の小川があり、それらのうちノガレス（Nogales）川（フェリア（Feria）川とも呼ばれる）とチカピエルナ（Chicapierna）川が村の南で合流してアルブエラ川となっていたが、特段障害になるものではなく、2つの橋と浅瀬1ヶ所で渡河することができた。アルテンの兵がアルブエラに、大半のポルトガル騎兵を伴ったハミルトンの師団がアルブエラから北にかけて連合軍の左翼を形成し、ウィリアム・ステュワート少将の第2師団がアルブエラ西方の丘に布陣した。右翼は、カスターニョスとブラケ率いるスペイン軍4個師団が布陣する予定であり、第4師団に加えて騎兵と砲兵が強力な戦略予備となった。チカピエルナ川とアルブエラ川の西側は、南北方向に伸びる木が生えていない低い尾根に向かって登りになっており、南に向けて徐々に高くなっている数個の小山があった。戦いの後、ベレスフォードは、これらのうちアルブエラの南西約1マイルにある小山とその約500ヤード南にある小山の確保に失敗したことを厳しく批判された。
ブラケの師団は接近が遅れ、5月15-16日の真夜中近くにやっと到着したが、そこは翌朝の戦闘開始時に都合が良い地点であった。一方、ローリー・コールの第4師団とデ・エスパーニャのスペイン軍旅団は5月16日早くにはバダホスからアルブエラへ行軍中であった。
一方、スールトも作戦を立てていた。彼はブラケがベレスフォードと合流しようとしていることを認識していたが、スペイン軍の到着にはまだ数日かかると考えていた。スールトはその誤った前提に基づいて、連合軍の南側へ向かい、彼らを分断するようくさびを打ち込むことが最善手であると考えた。スールトは、ベレスフォード軍を撃破した後に南へ向かいブラケの師団と戦うことで、敵を徹底的に打ち破ることができるものと期待していた。

## 戦闘

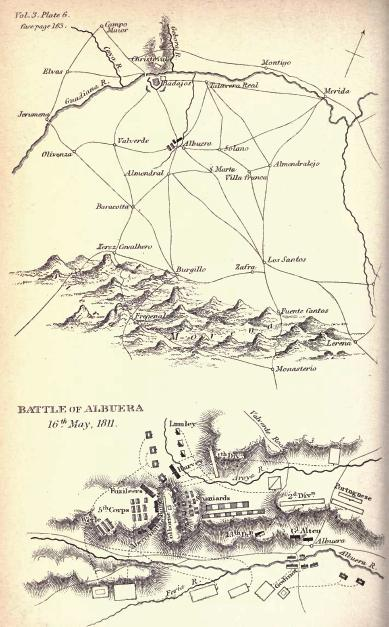
戦場の地図。出典：Napier「History of the War in the Peninsula」

ベレスフォードは戦場にある丘の反対斜面に部隊を配置した。連合軍を視認できなかったスールトは、ブラケの師団が昨夜到着したことにまだ気付いていなかった。かくして、1811年5月16日朝、スールトは連合軍の右翼へ向かう作戦を実行に移した。フランス軍がアルブエラ村へまっすぐ近づくにはアルブエラ川に架かる小さな橋を渡らなければならず、スールトは最初、この方面へ強力な陽動攻撃を行った。ゴディノの歩兵旅団を、ブリシェの軽騎兵を横に備えるとともに支援の砲兵を付けて、橋越えで村へ向かわせた。ヴィスワ槍騎兵の4個大隊も渡河したが、第3近衛竜騎兵連隊に撃退された。ポルトガル軍の大砲は橋への接近路を射程に収める場所に配置されていた。ゴディノの散兵は前進し、アルブエラを守っていたアルテンのKGL大隊と戦闘を始めた。
同時に竜騎兵2個旅団とヴェルレの歩兵旅団が、ブラケからアルテンの右側にかけて広がるオリーブ林を抜けて前進し、ゴディノの左側に姿を現した。フランス軍の大規模な部隊集中がアルブエラを脅かすと、連合軍の指揮官たちはスールトの意図通り餌に食いつき、アルテン支援のため部隊を送った。

### フランス軍の側面攻撃
連合軍が自軍中央および右翼に対する正面突撃を迎え撃つ間、スールトは本番の攻撃を準備していた。ジラールおよびガザン両将軍が指揮する第5軍団の2個師団は、1個騎兵旅団に続き、側面攻撃を行うため左へ大移動した。視界を遮るオリーブ林の後ろを移動したことから、連合軍は、フランス軍騎兵連隊が林の南端から突撃し2つの小川を越え、ベレスフォードの横隊の右側にいたロイのスペイン軍騎兵を蹴散らすまで気づかなかった。ベレスフォードは警報を受けると、前に出てフランス軍の行動を観察した。ゴディノの騎兵とヴェルレの旅団がアルブエラから離れてジラールの後方へ向かい始めた時、スールトの真の狙いが明らかになった。
ベレスフォードは直ちに新たな命令を発した。ブラケに前列の横隊を移動させ、接近するフランス軍に立ち向かうよう命じた。ラムレイの騎兵にはロイの騎兵を支援しブラケの右側面を守るよう移動させる一方、ステュワートの第2師団はアルブエラ後方から南へ移動させ、ブラケの後方に布陣し必要時に支援できるよう待機した。コールの第4師団は騎兵の後方に布陣するよう命令を受け、ハミルトンのポルトガル隊はアルブエラを守るため連合軍の中央へ移動し予備となった。
しかしブラケはベレスフォードの命令に従わなかった。彼はいまだフランス軍が自分の正面を攻撃するものと信じていた。前列の横隊を動かさず、代わりにザヤスの師団のうち4個大隊を南の新たな戦線へ送った。ザヤスはスペイン軍の2列目の2個横隊からこれらの大隊を引き抜いた。スペイン国王近衛隊の2個大隊が険しい傾斜の頂上に横隊で展開し、残りの2個密集縦隊がその背後についた。その全体を支援する大砲はスペイン軍の1門だけであった。
ベレスフォードはブラケの部隊移動が限定的なものであることを知ると、自ら命令を実行しに行った。ベレスフォードはサヤスの2個大隊にもう2個大隊を加え、4個大隊の強力な前線を構築した。そしてサヤスの右側を支援するためラルディサバルへ3個大隊を、左側を支援するためバレステロスへ2個大隊を送るよう命令した。しかし、これらの増援はフランス軍の最初の攻撃に間に合わず、サヤスの4個大隊は単独でフランス軍2個師団に対峙しなければならなかった。

### スペイン軍が辛うじて戦線を維持
ベレスフォードが部隊を再配置している一方で、「大規模な機動がフランス軍前線の全体像を変えた」。フランス軍右翼中央から駆けて来た竜騎兵2個連隊が第5軍団を後方から通過し、左翼のラトゥール＝モブールの騎兵に合流した。同時にヴェルレの師団が第5軍団後方に近づき、フランス軍の予備となった。スールトは、まだアルブエラで交戦中のゴディノ麾下の兵3,500を除く歩兵全戦力と、ブリチェの軽騎兵を助ける全ての騎兵を、ブラケの右翼へ集中させた。
第5軍団の2個師団は縦に並び、サヤスに向かって前進した。先頭のジラールの師団は、縦隊の4個大隊、その両側に横隊の1個大隊、さらにその両側に縦隊の1個半大隊という混合隊形で前進し、もう一つのガザンの師団は大隊縦隊で前進した。ジラールのティライユールはサヤスの横隊と交戦し、スペイン軍の最前列を徐々にすり減らした。ジラールの主力の縦隊はスペイン軍の約50メートル（55ヤード）以内に近づくと、散兵が左右へ分かれ、その背後にいた大隊が射撃を開始した。スペイン兵はフランス軍と射撃戦を行いながら踏み止まり、ついにはジラールの最初の攻撃を撃退した。
このときおそらくスペイン軍で最強の部隊であったサヤスの兵たちの抵抗にもかかわらず、ゆっくりと押し込まれつつあった。しかし彼らは、バレステロスとラルディサバルが到着し、ステュワートの第2師団が支援のため前進するのに十分な時間を稼いだ。ステュワートはジョン・コルボーンの第1旅団を含む3個旅団を従えていた。第3歩兵連隊（バフ連隊）を先頭に、第48歩兵連隊と第66歩兵連隊が続いた。コルボーンの旅団はKGLの砲兵の支援を受けて、フランス軍の左側に布陣した。イギリス軍が射撃を開始し、ジラールの側面にいた2個大隊に反撃のため外側への転回を強いた。

### コルボーン旅団の崩壊
コルボーン旅団とジラールの左翼のマスケット銃の撃ち合いは非常に激しく、両軍とも浮足立った。フランス軍は崩壊し始め、退却しようとする兵を士官が剣をかざして食い止めなんとか踏み止まった。マスケット銃の射撃と支援の大砲からのぶどう弾で激しく攻撃されていたコルボーンの左翼は、銃剣突撃で勝負を決しようとしたが失敗した。右翼のほうはフランス軍と射撃戦を続けていたが、揺らぐ決意を確かめながら、銃剣を付け突撃した。

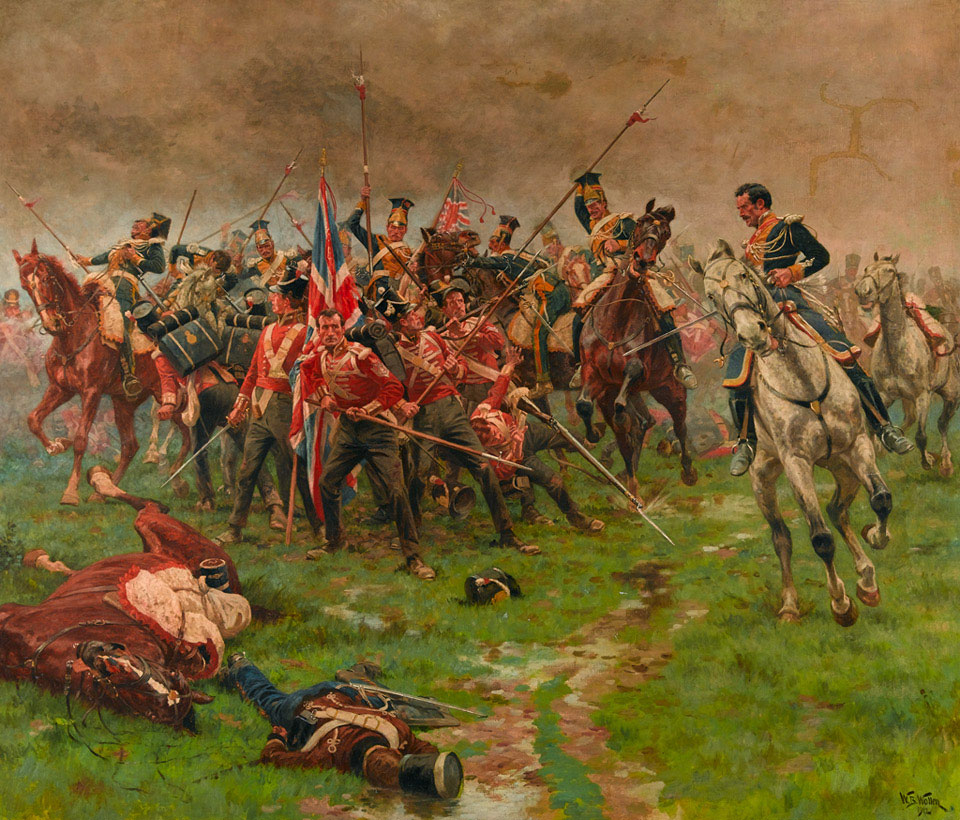
連隊旗を守る第3歩兵連隊（The Buffs）。ウィリアム・バーンズ・ウォーレン画。

旅団が戦場に降る、視界を遮る雹とにわか雨へ向かって移動したので、両軍ともマスケット銃が使えなくなった。視界の低下を利用して、ラトゥール＝モブールがポーランド騎兵2個連隊をコルボーンの無防備の右側面に向けて突撃させた。不意を突かれたイギリス軍歩兵を突破し、第1ヴィスワ槍騎兵連隊と第2ユサール連隊がコルボーンの3個連隊をほぼ全滅させた。残る1つ、第31歩兵連隊のみ、方陣を組み守ることができた。フランス軍騎兵はコルボーンのKGL砲兵隊へも突撃を続け大砲を鹵獲した（しかし後に榴弾砲を除き全て奪回された）。
槍騎兵は第31連隊の方陣を突き抜け連隊旗5旒と大砲8門を捕獲し、そしてベレスフォードとその幕僚を散り散りにし、サヤスの横隊の後面を攻撃した。サヤスはジラールへの射撃を続けながら、この突撃をひるまずに受けた。このときには雨は止んでおり、ベレスフォードの騎兵を指揮していたラムレイは、フランスおよびポーランド騎兵により生じた惨状をようやく把握することができた。ラムレイは第4竜騎兵連隊の2個大隊を投入し槍騎兵を蹴散らしたが、イギリス軍の騎兵も、ラトゥール＝モブールが槍騎兵の退却を助けるために投入した戦力十分なユサールに撃退された。これと同じくして、第29歩兵連隊（ステュワートの2番目の旅団の先頭の連隊）が散らばったヴィスラ槍騎兵を射撃した。しかし実際には、この一斉射撃は多くが狙った目標を外し、代わりにサヤスの兵の後方の列に被害を与えた。それにもかかわらずスペイン兵はしっかり踏み止まり、おそらくは彼らの行動が連合軍を崩壊から救った。
いくつかのイギリスの記録には、ポーランド騎兵はイギリス兵の投降を拒否し、横たわる負傷兵を故意に槍で突いたと記されている。アルブエラの戦いの後、イギリス第2師団はポーランド兵を情け容赦なく攻撃することを誓ったと言い伝えられている。ベレスフォードによれば、コルボーンの3個連隊は損害1,258（戦死319、負傷460、捕虜479）を負った。スールトの報告によれば、ヴィスワ槍騎兵は591名中130名が戦死した。

### ホートンの試練
連合軍右翼の戦闘は両軍ともに再編成するため一旦落ち着いた。ジラールの師団は、サヤスとの戦闘と、最終的には悲惨なことになったもののフランス軍にかなりの損害を与えたコルボーンの抵抗に苦戦した。ジラールは自分の師団が消耗したと認識し、ガザンの第2師団と交代しようとした。ガザンの大隊は縦隊で前進したが、ジラールの退却する兵士をかき分けなければならなかった。その結果、第1師団の多くの兵が追いやられ、8,000名の大集団に増大していたガザンの縦隊に入り込み、その過程で結束が大きく乱れた。続いて混乱と遅延が発生し、連合軍に横隊を立て直す時間を与えた。ベレスフォードは、ホートンの旅団をサヤスの横隊の後方、アバクロンビーをバレステロスの後方に配置し、スペイン軍を救援するためそれらを前進させた。アバクロンビー配下の士官、ジョセフ・モイル・シェラーは、若いスペイン軍の士官がやってきて、「自軍の兵が退却を命令されたが逃げなかったと、イギリス軍に説明するよう懇願してきた」ことを詳しく語っている。
この小休止の後、戦いの第2ラウンドが始まったが、むしろ最初の戦闘より血なまぐさいものとなった。フランス軍はアバクロンビーの旅団に対しては散兵を展開しただけで、新たな突撃の矛先をホートンに向けた。コルボーンの旅団の生き残り（第31歩兵連隊）が合流したものの、1,900の兵のみで列を作り前進してくるフランス軍に対峙した。ホートンの3個大隊（第29歩兵連隊、第48歩兵連隊第1大隊、第57歩兵連隊第1大隊)は甚大な損害を受け、士官95名中56名、兵1,556名中971名が死傷した。
通常、連合軍横隊とフランス軍縦隊の戦闘では、横隊のより大きな火力が決定的要素となるとされる（より狭い縦隊の正面や側面に射撃で圧力をかけれるため）。しかしこの戦闘では、フランス軍の砲兵支援が効果的であった。歩兵の隊形による火力の不利を補うだけでなく、ジラールは大砲を、ぶどう弾とキャニスター弾の十字射撃で縦射するのに十分な距離ーホートンの横隊から275メートル（300ヤード）まで近づけた。この戦闘の序盤、第57歩兵連隊のウィリアム・イングリス大佐がフランス軍のぶどう弾で負傷した。彼は後方へ運ばれるのを拒否し連隊旗の下に横たわった。戦いが終わるまで彼は「Die hard 57th, die hard!（57連隊、最後まで頑張れ！）」と静かに繰り返した。この後、第57歩兵連隊には「ダイ・ハード連隊（Die-Hards）」の愛称が付いた。
この諸兵科連合の突撃によりホートンの師団は3分の2の兵を失った。ホートンも戦死し、損害が増えたため横隊が縮み、もはや攻撃してくる縦隊の正面をカバーすることはできなかった。しかしフランス軍はその数的優位を最大限に利用できる状況になかった。イギリス軍の各個射撃によりジラールはこの攻撃で兵2,000を失った。ジラールは、射撃力を最大にしてホートンの旅団を圧倒するため、大きすぎる軍団規模の縦隊を横隊へ転換しようとしたが、イギリス軍の激しい射撃により、絶えず縦隊に戻ることを強いられた 。

### スールトの退却

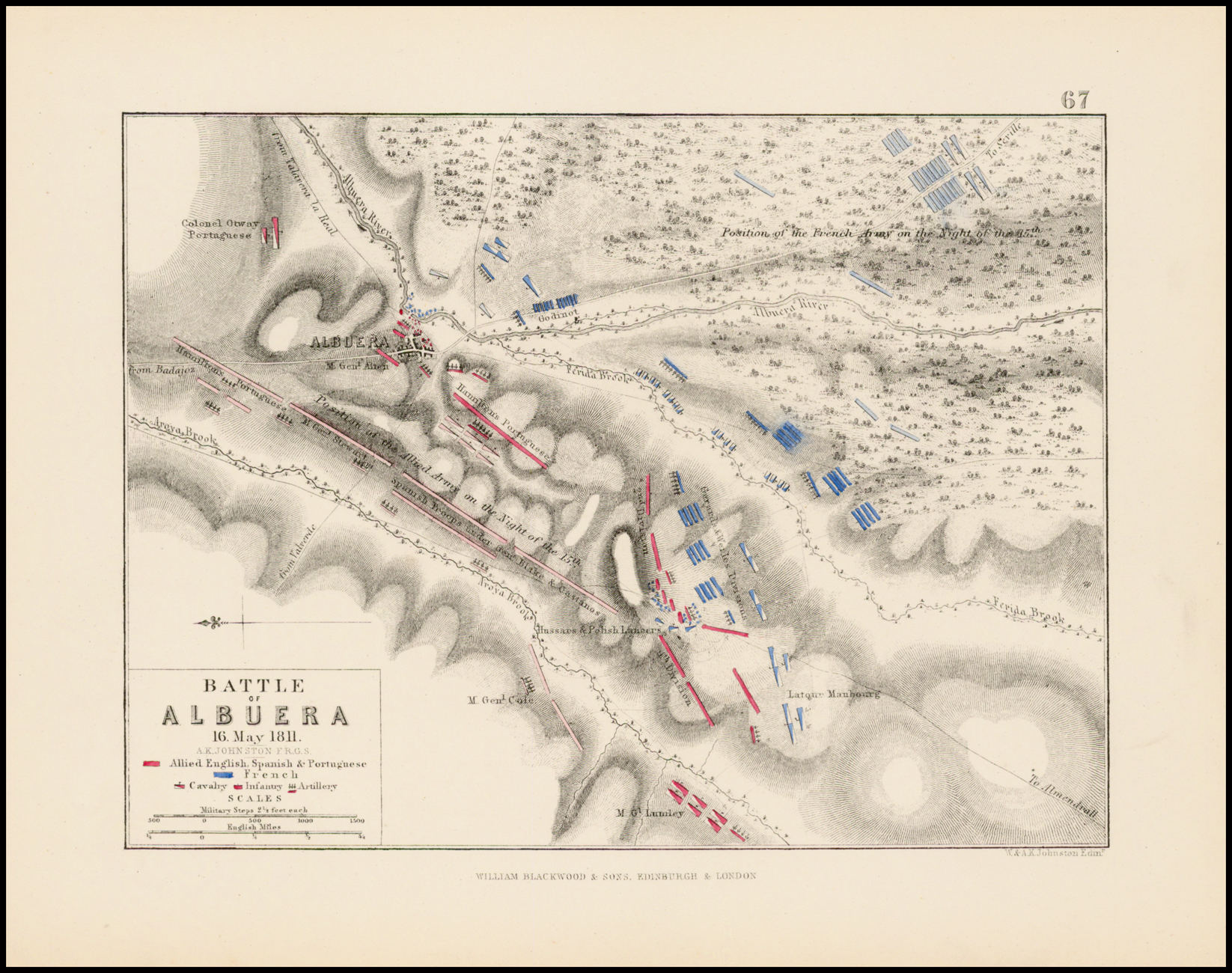
戦場の地図。出典「Alison's History of Europe」

フランス軍の攻撃は続いていたが、戦いの先行きはまだ分からなかった。スールトには、予備であるヴェルレの師団規模旅団と、まだ交戦していないラトゥール＝モブールの騎兵の大半が残っていた。しかし、ラムレイの騎兵の後方で待機したままの、元気なコールの第4師団の存在は、スールトにその強力な騎兵を使わせないようにさせているようであった。スールトは後にナポレオンへの報告で、その時になって、ブラケがベレスフォードと合流し、予想より戦力が多い連合軍と対峙していることを知ったと主張している。スールトは側面攻撃で連合軍の裏をかいていたが守備的になり始め、騎兵の突撃を許可せず、ヴェルレを予備のままとどめた。
連合軍のほうでは、ベレスフォードに余裕が無くなりつつあった。ベレスフォードは何としてもホートンとアバクロンビーを増強するべく、デスパーニャの独立旅団を投入しようとしたが、彼らはフランス軍の射程内へ移動することを拒否した。コールの師団を残しておくため（ウェリントンはベレスフォードが実際に逃げ道を確保しようとしていたとの見解であったが、ベレスフォードによれば今後のフランス軍騎兵の攻撃から連合軍の側面を守るためとのことであった。）、ベレスフォードは代わりにハミルトンのポルトガル師団を呼んだが、ハミルトンはアルテンを支援しゴディノの攻撃を撃退するためアルブエラのほうへ移動しており、命令が届くまでに時間がかかった。ハミルトンの旅団は命令を受けてから1時間半後にようやく移動を開始した。激しい攻撃で右翼の損害が膨らんだため、ベレスフォードは、ついにアルテンのKGL隊を呼び、スペイン兵3,000にアルブエラへ行き守備を交代するよう命令した。アルテンは急ぎ再編制し南の連合軍右翼へ向け移動したが、スペイン兵が到着する前にゴディノがアルブエラを奪取し、連合軍のもう一方の側面もフランス軍に晒されることとなった。
この重大な瞬間に戦いを決定づける機動がコール将軍によって行われた。コールはベレスフォードの明確な命令に従い何もせず待機していたが、フランス軍左翼に向けて前進することを考えていた。とは言え3,500騎のフランス軍騎兵の正面の平地を歩兵が前進することには慎重であった。しかしポルトガル軍主計総監所属のヘンリー・ハーディング大佐が駆けつけ直ちに前進するよう催促すると、前進を決心した。ラムレイと簡単に打ち合わせた後、コールは自分の師団を縦隊から横隊へ転換。ラトゥール＝モブールの騎兵に用心して、横隊の両端に縦隊、右側にジェームズ・ケミス（James Kemmis）准将の旅団を含む軽歩兵中隊の集団、左側にルシタニア軍団の第1大隊を配置した。ラムレイは連合軍の騎兵全てを後方と右側に配置し、騎馬砲兵を伴った、歩兵約5,000の大集団が第5軍団の左翼に向けて前進した。
連合軍横隊の接近はスールトの行動を拘束した。コールの師団を食い止めなければ敗北は明らかであり、ラトゥール＝モブールの竜騎兵のうち4個連隊をコールの横隊のポルトガル兵へ突撃させ、ヴェルレの予備を全て投入し第5軍団の側面を守った。竜騎兵はハーベイのポルトガル旅団に襲いかかり、コルボーンの旅団と同様に壊滅させようとした。しかし未熟なポルトガル兵は方陣を組まずに踏み止まり、騎兵を撃退した。ラトゥール＝モブールの竜騎兵は一度押し返されると、コールの師団に更なる攻撃を行わず、連合軍の横隊は前進を続けた。師団の左にいたフュージリアー旅団とルシタニア軍団が、すぐに、2倍の兵がいるヴェルレの旅団と戦闘に入った。兵数で優るにもかかわらず、ヴェルレは9個大隊を3個連隊縦隊にしていたため、連合軍と同じだけのマスケット銃を撃つことができなかった。第23ロイヤル・ウェルシュ・フュージリアー連隊と第7フュージリアー連隊の2個大隊がそれぞれ縦隊になり、 3ヶ所で連隊規模の射撃戦が起こった。射撃戦中にフランス軍はもう一度横隊になろうとしたが、連合軍の集中射撃により防がれた。20-30分の厳しい戦いの後、フランス軍は崩壊し敗走した。フュージリアーは主に砲撃により半数以上の兵を失い、一方、ヴェルレの旅団の損害は1,800であった。
一方、アバクロンビーは旅団を旋回し包囲している第5軍団の右翼へ突撃した。ジラールとガザンの兵は後方へ敗走し、ヴェルレの旅団の敗残兵と合流した。連合軍第4師団と、第2師団の一部が退却するフランス軍を追いかけたので、ベレスフォードは「止まれ！止まれ57連隊。深追いするな！」と叫んだ。しかしこの警告は不要だった。ラトゥール＝モブールの騎兵が速やかに、追撃する連合軍師団と敗走するフランス軍歩兵の間に入り、イギリス・ポルトガル軍の追撃を食い止め形勢を挽回した。スールトも退却を支援するため、最後の予備－強力な擲弾兵2個大隊－を前進させ、連合軍の砲撃で大損害を追いながらも、擲弾兵と騎兵は戦線を守った。若干遅れてベレスフォードはポルトガル軍3個旅団を投入し擲弾兵を後退させたが、このときにはスールトが連合軍の横隊に砲撃を集中させていたため、ベレスフォードは追加の部隊投入を行わなかった。
なお、アルテンのKGL隊は南の戦闘に間に合わず、アルブエラへ戻り村にいたフランス軍を撃退した。激しい衝突から6、7時間後、戦いは終わった。

## 結末
5月17日朝、両軍は再布陣した。ベレスフォードの命令は、スールトが前進した場合には退却することを示していた。スールトは一日中動かず、負傷兵をセビリアへ運ぶ手配をするには十分であった。（グアディアナ川の北岸に取り残されていた）ケミスの強力な旅団1,400が夜明けに戦場に到着し連合軍と合流した時でさえも、ベレスフォードにとりスールトへの攻撃を再開する機会が少ないということは明白ではなかった。またベレスフォードには比較的無傷のポルトガル師団とアルテンのKGL隊、待機中の数個のスペイン軍大隊もいた。それと対照的に、スールト軍で戦闘態勢にあるのはゴディノの旅団とラトゥール＝モブールの騎兵だけであった。ウェリントンがもう2個師団を連れてエルヴァスへ進軍中との情報は、スールトに退却の決断を急がせ、ベレスフォードは砲兵と騎兵で優るスールト軍へ早まった攻撃を行うのを止めた 。
5月18日未明、スールトは数百の負傷兵を連合軍に委ねて戦場を離れた。ベレスフォードは、戦力で優り、かつ一日の休みがあったにもかかわらず、追撃することができなかった。戦闘であまりにも多くの兵が負傷し、2日後もまだ戦場から回収されるのを待っているところであった。アルブエラの教会は負傷したフランス兵であふれ、戦場には戦死者が未だ放置されていた。アルブエラの戦いは、参加兵力の割には、半島戦争の中で最も血が流れた戦いであった。
両軍とも損害は甚大であり、スールトはバダホスの包囲を解くという狙いに失敗したが、どちらも決定的勝利と公表する意志を明らかにはしなかった。連合軍の損害は5,916、うちイギリス軍4,159、ポルトガル軍389、スペイン軍1,368に達した。スールトは1811年5月21日付の報告書で、イギリス軍の損害を800から1,000の捕虜を含め5,000、スペイン軍を捕虜1,100を含め2,000、ポルトガル軍を700から800と見積もっていた。フランス軍の損害はより確認が難しかった。スールトは当初、ナポレオンへの報告書で2,800と記していたが、7月6日に作成された公式文書では5,936まで数字が引き上げられた。これについてイギリスの歴史家の間では、スールトの数字が士官の死傷者数を241としているのに対し連隊の報告では計362となっていることから議論がある。チャールズ・オマーンは、この数字からフランス軍の総損害を推計して約7,900としている。これに対し、フランスの歴史家ジャック・ヴィタル・ベルマ（Jacques Vital Belmas）とエドゥアール・ラペネ（Édouard Lapène）はスールトの損害を7,000としている。イギリス軍戦死者のうち、ダニエル・ホートン少将を含めた数人はエルヴァス英軍墓地に埋葬された。
ウェリントンはベレスフォードの戦況報告を読むと、その意気消沈する内容を不満に思い、「これではダメだ。イギリス国民を発狂させてしまう。勝利と書き直せ。」と参謀に伝えた。この報告は適切に書き直されたが、ウェリントン個人としては、こんな戦闘がもう一度あったら軍が壊滅すると認めていた。スールトも、連合軍のほうが損害が大きかったとして「大勝利」と主張した。彼は気前よく連合軍部隊の強靭さに敬意を表し、「あんな将軍連中にもかかわらず敵兵は無敵だ。常々彼らをダメな兵隊だと思っていたが、今それを確信した。私は彼らの右側に回り込み、中央を突破し、全ての場所で勝った－しかし彼らは逃げる方法を知らないのだ！」と記した。

## その後
バダホス包囲を解くことに失敗したものの、スールトの作戦はなんとか一時的に状況を改善した。5月12日、ベレスフォードはスールトがジェレナ（Llerena）に達したことを知ると、包囲中止を命令し、13日夜までに攻城部隊、砲兵、補給部隊をエルヴァスへ撤退させ、運べないものは焼却させた。守備隊の指揮官フィリポンは、これを機に撃って出て、取り囲む連合軍の塹壕や砲台を破壊した。5月18日、ベレスフォードはハミルトンのポルトガル師団に騎兵を付けてバダホスへ送った。翌日、バダホス攻囲のふりを再び始めたが、スールトはもはやベレスフォードがバダホスに危害を与えることはないと良く分かっていた。ベレスフォードの軍団は1811年6月にウェリントン軍と合流したが、この増援を得ても間もなく時間切れとなった。オーギュスト・マルモン元帥が再建したポルトガルのフランス軍がスールトの南方軍と合流し、ウェリントンは44,000人の兵士とともに国境を越えエルヴァスへ戻らざるを得なくなった。6月20日、6万を超えるフランス軍はバダホスの包囲を解いた。
アルブエラの戦いは半島戦争全体に与えた影響は小さかったが、イギリス軍とスペイン軍が共同作戦を行えることを明らかにした。その一方でイギリス・スペインの外交関係は戦いの影響を受けた。ウェリントンは損害の責任の大半がブラケにあるとし、一方、スペインの「議会」の報告書では、イギリス軍はその大損害にもかかわらず、戦いで大した働きをしていないとほのめかした 。

## 題材とする作品

### ボードゲーム
- 「La Bataille d'Albuera Espagnol」 - クラッシュ・オブ・アームズ（英語版）